# Teor (pintor)
Teor (en grec antic: Θεωρός, llatí: Theorus) fou un pintor de l'antiga Grècia que sembla que va viure cap al 300 aC.
Plini el Vell l'enumera a la seva llista de pintors primis proximi ('pròxims als primers'), i probablement és el mateix que un dels pintors del mateix nom que esmenta Diògenes Laerci. Plini li atribueix les següents obres:
- Se inungentem, un atleta ungint-se a si mateix
- L'assassinat de Clitemnestra i Egist a mans d'Orestes
- La guerra de Troia, pintura conservada a Roma al Pòrtic de Filip
- Cassandra, pintura al temple de la Concòrdia, també a Roma
- Leontium Epicuri cogitantem o Leontionem pictorem
- Una pintura del rei Demetri Poliorcetes

Per la poca freqüència del nom de Teor, hom ha pensat que es podria tractar del mateix pintor que Teó de Samos.